# Fielmann
Fielmann AG er en tysk optikerkæde. De har hovedkvarter i Hamborg og 870 butikker i Europa. De har også produktion og grossistvirksomhed
I 1972 etablerede Günther Fielmann sin første butik i Cuxhaven.